# قانون مكافحة تلوث الهواء لعام 1955
قانون مكافحة تلوث الهواء لعام 1955 كان القانون الفيدرالي الأول لـ الولايات المتحدة لمعالجة المشكلة البيئية الوطنية لتلوث الهواء. كان هذا «عملًا لتوفير البحث والمساعدة الفنية المتعلقة بمكافحة تلوث الهواء». القانون «ترك الولايات مسؤولة بشكل أساسي عن منع ومراقبة تلوث الهواء عند المصدر». أعلن القانون أن تلوث الهواء يشكل خطرًا على الصحة العامة والرفاهية، لكنه حافظ على «المسؤوليات والحقوق الأساسية للولايات والحكومات المحلية في التحكم في تلوث الهواء».
وضع القانون الحكومة الفيدرالية في دور إعلامي بحت، حيث سمح للجراح العام للولايات المتحدة بإجراء البحوث والتحقيق وتمرير المعلومات «المتعلقة بتلوث الهواء والوقاية منه والحد منه». لذلك لم يتضمن قانون مكافحة تلوث الهواء أحكامًا للحكومة الفيدرالية لمكافحة تلوث الهواء بنشاط من خلال معاقبة الملوثين. بيان الكونجرس التالي حول تلوث الهواء سيأتي مع قانون الهواء النظيف لعام 1963.
كان قانون مكافحة تلوث الهواء تتويجًا للكثير من الأبحاث التي أجرتها الحكومة الفيدرالية حول انبعاثات الوقود في ثلاثينيات وأربعينيات القرن العشرين. تم تمرير تشريع إضافي في عام 1963 لتحديد معايير جودة الهواء بشكل أفضل وإعطاء المزيد من القوة في تحديد نوعية الهواء لوزير الصحة والتعليم والرفاهية. سيوفر هذا التشريع الإضافي منحًا لكل من الوكالات المحلية والولائية. القانون هو بديل قانون الهواء النظيف (الولايات المتحدة)، تم سنه ليحل محل قانون التحكم في تلوث الهواء لعام 1955. بعد عقد من الزمن تم سن قانون التحكم في تلوث هواء المركبات للتركيز بشكل أكثر تحديدًا على معايير انبعاثات السيارات. بعد عامين فقط تم وضع قانون جودة الهواء الفيدرالي لتحديد «مناطق مراقبة جودة الهواء» استنادًا إلى الجوانب الطبوغرافية والجوية لتلوث الهواء.
كانت كاليفورنيا أول ولاية تتصدى لتلوث الهواء عندما بدأت مدينة لوس أنجلوس في ملاحظة تدهور جودة الهواء. أدى موقع لوس أنجلوس إلى تفاقم المشكلة حيث أدت العديد من المشكلات الجغرافية والأرصاد الجوية الفريدة في المنطقة إلى تفاقم مشكلة تلوث الهواء.